# Slovenska hokejska liga 1997/98
Sezona 1997/98 Slovenske hokejske lige je bila sedma sezona slovenskega prvenstva v hokeju na ledu. Naslov slovenskega prvaka so četrtič osvojili hokejisti HK Olimpija Hertz, ki so v finalu s 4:0 v zmagah premagali HK Acroni Jesenice.

## Redni del

### Prvi del
| Mesto | Klub                | Točke | OT | Z  | N | P  | DG  | PG  | GR   |
| ----- | ------------------- | ----- | -- | -- | - | -- | --- | --- | ---- |
| 1     | HK Bled             | 28    | 16 | 13 | 2 | 1  | 119 | 23  | +96  |
| 2     | HK Jesenice         | 28    | 16 | 13 | 2 | 1  | 152 | 27  | +125 |
| 3     | HK Olimpija Hertz   | 25    | 16 | 11 | 3 | 2  | 151 | 18  | +133 |
| 4     | HK Slavija          | 21    | 16 | 10 | 1 | 5  | 90  | 66  | +34  |
| 5     | HK Kranjska Gora    | 16    | 16 | 8  | 0 | 8  | 60  | 75  | -15  |
| 6     | HDK Stavbar Maribor | 12    | 16 | 6  | 0 | 10 | 49  | 92  | -43  |
| 7     | HK Celje            | 8     | 16 | 4  | 0 | 12 | 70  | 121 | -51  |
| 8     | HK Triglav Kranj    | 4     | 16 | 2  | 0 | 16 | 42  | 150 | -108 |
| 9     | HDK Bled            | 2     | 16 | 1  | 0 | 15 | 28  | 179 | -151 |

### Drugi del

#### 1. do 4. mesto
| Mesto | Klub              | Točke | OT | Z | N | P  | DG | PG | GR  |
| ----- | ----------------- | ----- | -- | - | - | -- | -- | -- | --- |
| 1     | HK Olimpija Hertz | 21    | 12 | 9 | 2 | 1  | 53 | 21 | +32 |
| 2     | HK Jesenice       | 19    | 12 | 7 | 3 | 2  | 50 | 27 | +23 |
| 3     | HK Bled           | 14    | 12 | 4 | 3 | 5  | 35 | 34 | +1  |
| 4     | HK Slavija        | 0     | 12 | 0 | 0 | 12 | 17 | 73 | -56 |

#### 5. do 9. mesto
| Mesto | Klub                | Točke | OT | Z  | N | P  | DG | PG  | GR  |
| ----- | ------------------- | ----- | -- | -- | - | -- | -- | --- | --- |
| 1     | HDK Stavbar Maribor | 29    | 16 | 12 | 2 | 2  | 90 | 40  | +50 |
| 2     | HK Kranjska Gora    | 26    | 15 | 10 | 2 | 3  | 91 | 42  | +49 |
| 3     | HK Celje            | 16    | 15 | 6  | 2 | 7  | 73 | 78  | -5  |
| 4     | HK Triglav Kranj    | 16    | 16 | 6  | 3 | 7  | 65 | 88  | -23 |
| 5     | HDK Bled            | 1     | 16 | 0  | 1 | 15 | 37 | 118 | -81 |

## Končnica

### Za tretje mesto
Igralo se je na tri zmage po sistemu 1-1-1-1-1.
|  | HK Bled | 4:1 | HK Slavija | Ledena dvorana, Bled |

| Poročilo tekme | Poročilo tekme | Poročilo tekme | Poročilo tekme | Poročilo tekme |
| -------------- | -------------- | -------------- | -------------- | -------------- |
|                |                |                |                |                |

|  | HK Slavija | 2:8 | HK Bled | Dvorana Zalog, Ljubljana |

| Poročilo tekme | Poročilo tekme | Poročilo tekme | Poročilo tekme | Poročilo tekme |
| -------------- | -------------- | -------------- | -------------- | -------------- |
|                |                |                |                |                |

|  | HK Bled | 5:4 | HK Slavija | Ledena dvorana, Bled |

| Poročilo tekme | Poročilo tekme | Poročilo tekme | Poročilo tekme | Poročilo tekme |
| -------------- | -------------- | -------------- | -------------- | -------------- |
|                |                |                |                |                |

### Finale
Igralo se je na štiri zmage po sistemu 1-1-1-1-1-1-1.
|  | HK Olimpija Hertz | 4:3 | HK Acroni Jesenice | Hala Tivoli, Ljubljana |

| Poročilo tekme | Poročilo tekme | Poročilo tekme  | Poročilo tekme | Poročilo tekme |
| -------------- | -------------- | --------------- | -------------- | -------------- |
|                |                | (2:0, 1:1, 1:2) |                |                |

| 19. marec 1998 | HK Acroni Jesenice | 3:4 | HK Olimpija Hertz | Dvorana Podmežakla, Jesenice |

| Poročilo tekme | Poročilo tekme | Poročilo tekme  | Poročilo tekme | Poročilo tekme |
| -------------- | -------------- | --------------- | -------------- | -------------- |
|                |                | (1:1, 2:3, 0:0) |                |                |

| 22. marec 1998 | HK Olimpija Hertz | 7:2 | HK Acroni Jesenice | Hala Tivoli, Ljubljana |

| Poročilo tekme | Poročilo tekme | Poročilo tekme  | Poročilo tekme | Poročilo tekme |
| -------------- | -------------- | --------------- | -------------- | -------------- |
|                |                | (3:1, 2:1, 2:0) |                |                |

| 25. marec 1998 | HK Acroni Jesenice | 1:2 | HK Olimpija Hertz | Dvorana Podmežakla, Jesenice |

| Poročilo tekme | Poročilo tekme | Poročilo tekme  | Poročilo tekme | Poročilo tekme |
| -------------- | -------------- | --------------- | -------------- | -------------- |
| Začetek: 20:00 |                | (0:1, 1:1, 0:0) |                | Gledalci: 1600 |

## Končna lestvica prvenstva
1. HK Olimpija Hertz
2. HK Acroni Jesenice
3. HK Bled
4. HK Slavija Jata
5. HDK Proton avto Maribor
6. HK HIT Casino Kranjska Gora
7. HK Inpos Celje
8. HK Triglav Kranj
9. HDK Bled

## Najboljši strelci
G - goli, P - podaje, T - točke
| #  | Igralec           | Klub               | G  | P  | T  |
| -- | ----------------- | ------------------ | -- | -- | -- |
| 1  | Rok Rojšek        | HK Inpos Celje     | 32 | 25 | 57 |
| 2  | Daniel Guerard    | HK Acroni Jesenice | 24 | 30 | 54 |
| 3  | Marjan Gorenc     | HK Bled            | 24 | 22 | 46 |
| 4  | Marko Smolej      | HK Bled            | 20 | 26 | 46 |
| 5  | Dejan Varl        | HK Acroni Jesenice | 19 | 27 | 46 |
| 6  | Matevž Cerar      | HK Slavija Jata    | 18 | 27 | 45 |
| 7  | Ildar Rahmatuljin | HK Acroni Jesenice | 16 | 29 | 45 |
| 8  | Aleš Škofic       | HK Triglav Kranj   | 17 | 26 | 43 |
| 9  | Dejan Kontrec     | HK Bled            | 15 | 27 | 42 |
| 10 | Peter Rožič       | HK Acroni Jesenice | 22 | 19 | 41 |